# Matti Äyräpää-priset
Matti Äyräpää-priset (finska: Matti Äyräpään palkinto) är en utmärkelse som sedan 1969 utdelas årligen av Finska Läkarföreningen Duodecim. Priset är avsett för en framstående finländsk forskare inom medicin och mottagaren utses av en kommitté under ledning av föreningens ordförande. Utöver prissumman, som år 2011 uppgick till 20 000 euro, får pristagaren hålla en föreläsning som även publiceras i föreningens årsbok.
Priset är namngivet efter föreningen Duodecims förste ordförande, tandläkaren Matti Äyräpää.

## Prismottagare
| - 1969 – Eino Kulonen - 1970 – Kauko Vainio - 1971 – Esko Nikkilä - 1972 – Olli Mäkelä - 1973 – Olavi Eränkö - 1974 – Kari Penttinen - 1975 – Lauri Saxén - 1976 – Erkki Klemola - 1977 – Kari Kivirikko - 1978 – Kari Cantell - 1979 – Bror-Axel Lamberg - 1980 – Pirjo Mäkelä - 1981 – Markku Seppälä - 1982 – Reijo Vihko - 1983 – Eero Saksela - 1984 – Tatu Miettinen - 1985 – Antti Vaheri | - 1986 – Olli Jänne - 1987 – Mikko Hallman - 1988 – Pekka Häyry - 1989 – Pekka Halonen - 1990 – Albert de la Chapelle den yngre - 1991 – Leevi Kääriäinen - 1992 – Tapani Luukkainen - 1993 – Mårten Wikström - 1994 – Juhani Jänne - 1995 – Jouni Uitto - 1996 – Leena Palotie - 1997 – Carl G. Gahmberg - 1998 – Kari Alitalo - 1999 – Ilpo Huhtaniemi - 2000 – Pekka Saikku - 2001 – Riitta Hari - 2002 – Matti Haltia | - 2003 – Kai Simons - 2004 – Petri Kovanen - 2005 – Kimmo Kontula - 2006 – Lauri A. Aaltonen - 2007 – Markku Laakso - 2008 – Sirpa Jalkanen - 2009 – Seppo Ylä-Herttuala - 2010 – Jorma Viikari - 2011 – Juha Kere - 2012 – Heikki Joensuu - 2013 – Taina Pihlajaniemi - 2014 – Leif Groop - 2015 – Heikki Huikuri - 2016 – Erika Isolauri - 2017 – Mikael Knip - 2018 – Timo Otonkoski |